# University of King’s College

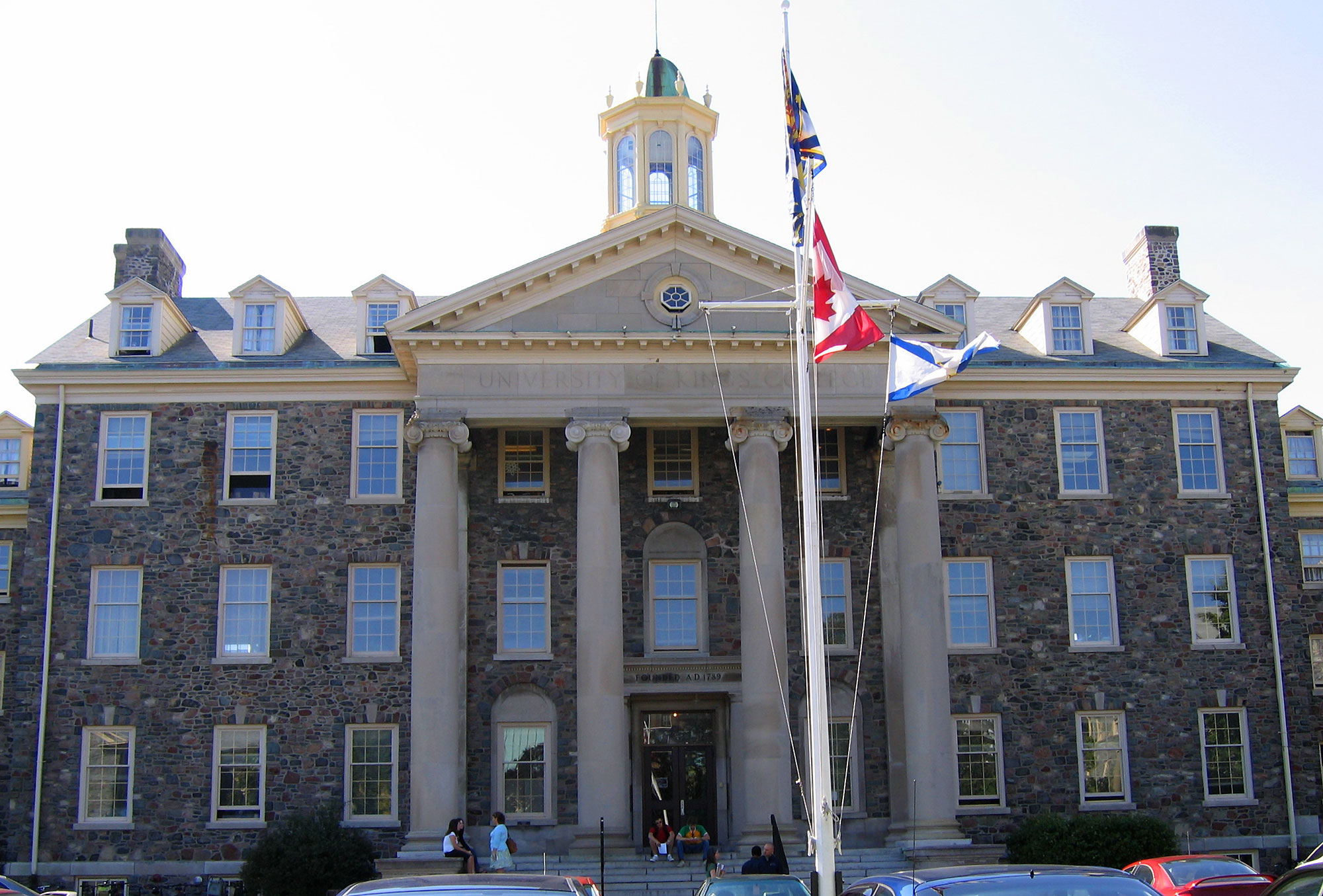
University of King’s College

Das University of King’s College ist eine staatliche Universität in Halifax, Nova Scotia, Kanada. Sie ist die älteste Universitätsgründung in Kanada und die erste englischsprachige Universität im Commonwealth außerhalb des Vereinigten Königreichs.
Die Hochschule wurde 1789 als King's Collegiate School in Windsor (Nova Scotia) durch die Anglikanische Gemeinschaft gegründet. Nach einem Großbrand wurde das College 1920 in Halifax angesiedelt und der Betrieb mit Unterstützung der Dalhousie University wieder aufgenommen. Es bestehen Angebote in Kunst, Geisteswissenschaften, Wissenschaft, Musik und Journalismus. Ein Schwerpunkt der Hochschule sind die journalistischen Programme. 